# Památník bezdomovecké osady Dýmová Hora
Památník bezdomovecké osady Dýmová Hora je kamenný památník na svazích kopce Třebešín ve Strašnicích v Praze 3.

## Historie a popis díla
Netradiční památník bezdomovecké osady Dýmová Hora, jehož autory jsou umělec Epos 257 a bývalý bezdomovec Marcel ze zaniklé osady bezdomovců Dýmová Hora, byl slavnostně odhalen dne 4. června 2019. Památník leží v malém zrevitalizovaném parčíku v těsné blízkosti zaniklé bezdomovecké osady, kde se dnes rozprostírá areál místní mateřské školy.
Když hlavní autor díla Epos 257 zjistil, že je Marcel vyučeným kameníkem, rozhodl se s ním společně vytvořit Dýmové Hoře kamenný památník z kusu dovezeného kamene. Dílo je tedy připomínkou osady Dýmová Hora a problematiky bezdomovectví. Dýmová Hora se nakonec stala celým rozsáhlejším projektem s názvem Dýmová hora, který je zaměřený jednak na alternativní umění a na řešení otázek bezdomovectví, sociálních problémů a hledání cest řešení této složité problematiky. Na památníku je vyrytý měděný nápis.

### Cítát na památníku
| „ | DÝMOVÁ HORA BYLI JSME TADY ŽILI JSME TADY UŽ TADY NEJSME SBOHEM | “ |

## Další informace
Dílo je celoročně volně přístupné.

## Galerie

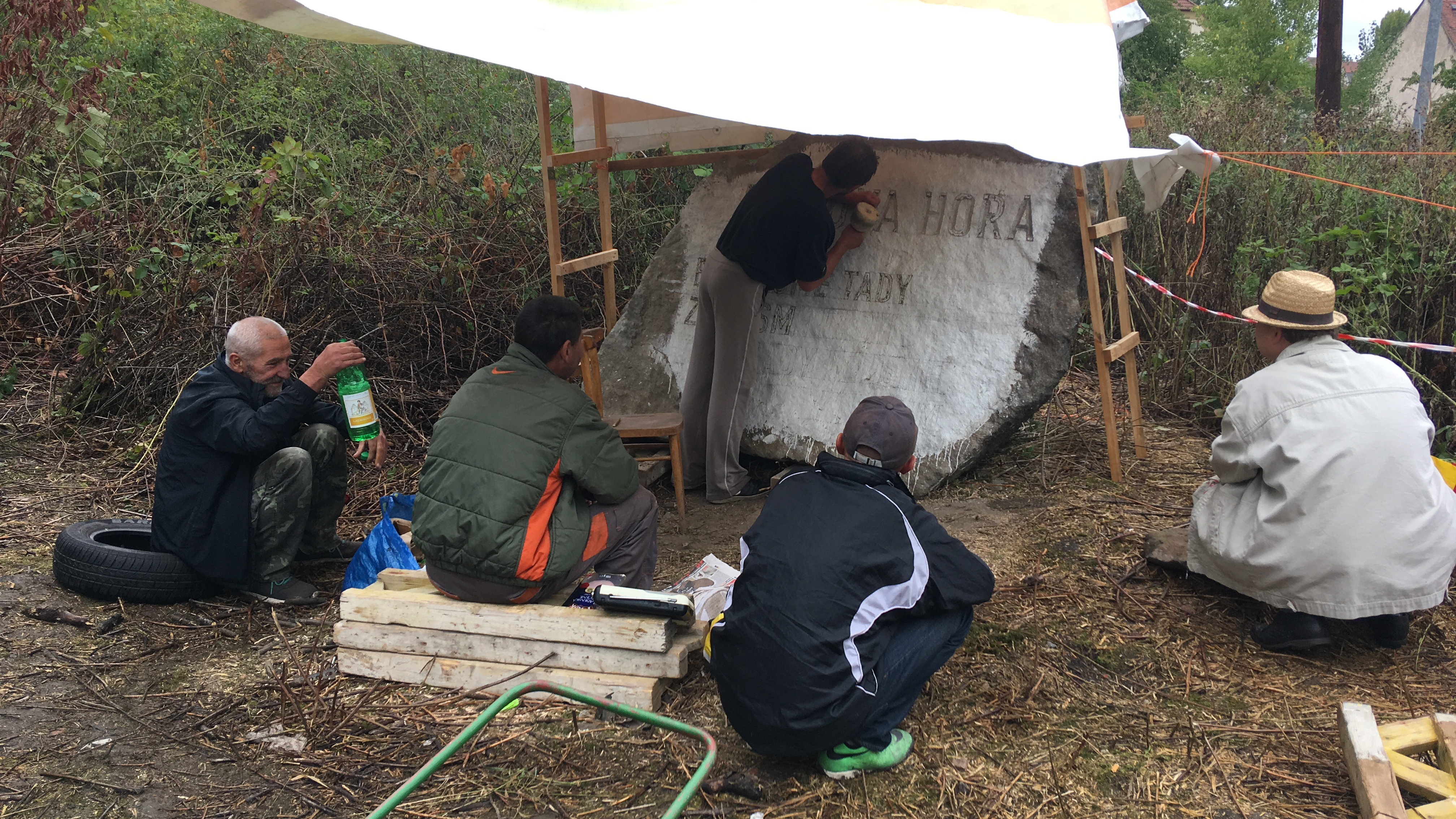
Září 2018
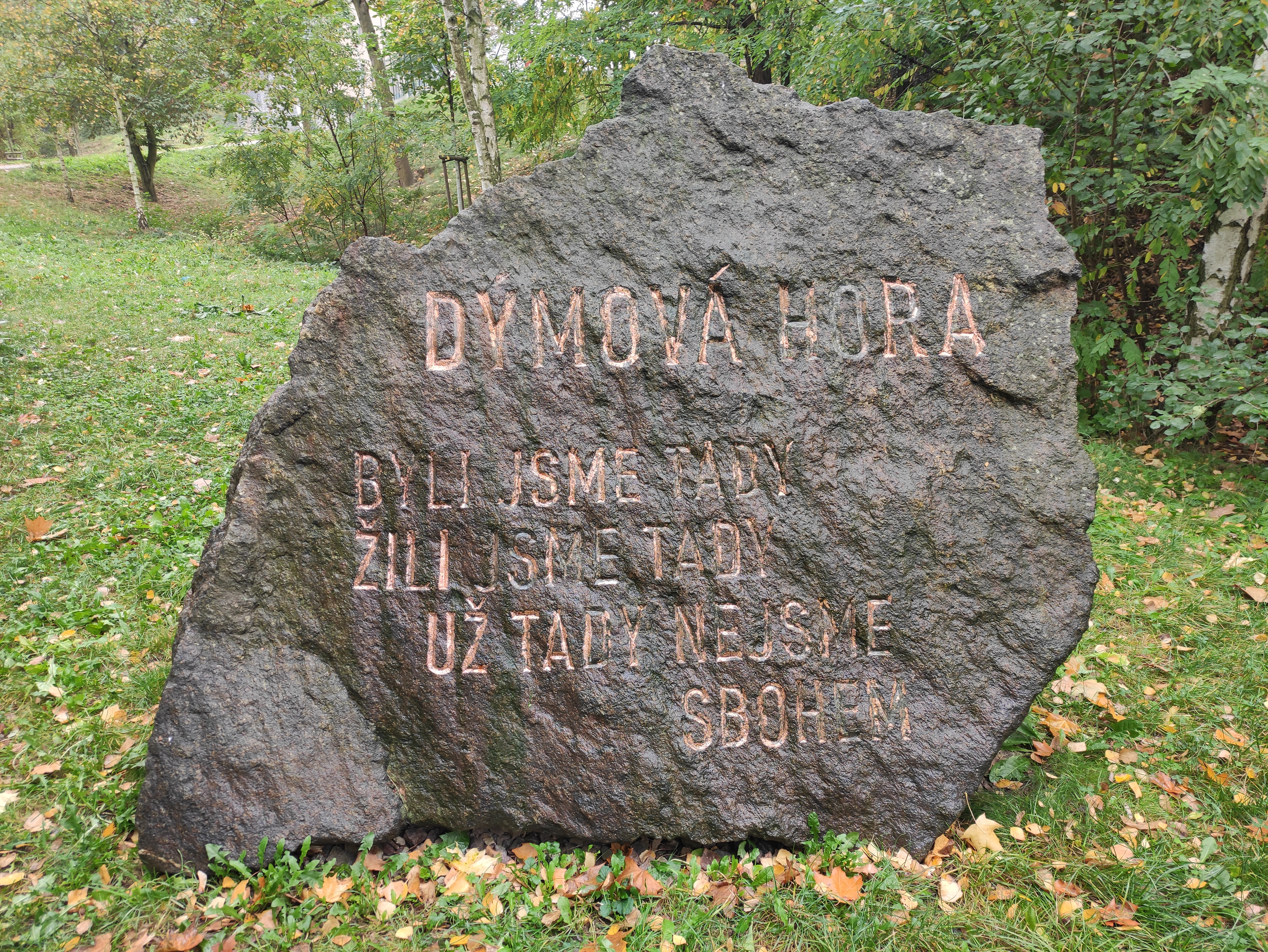
Kámen s nápisem
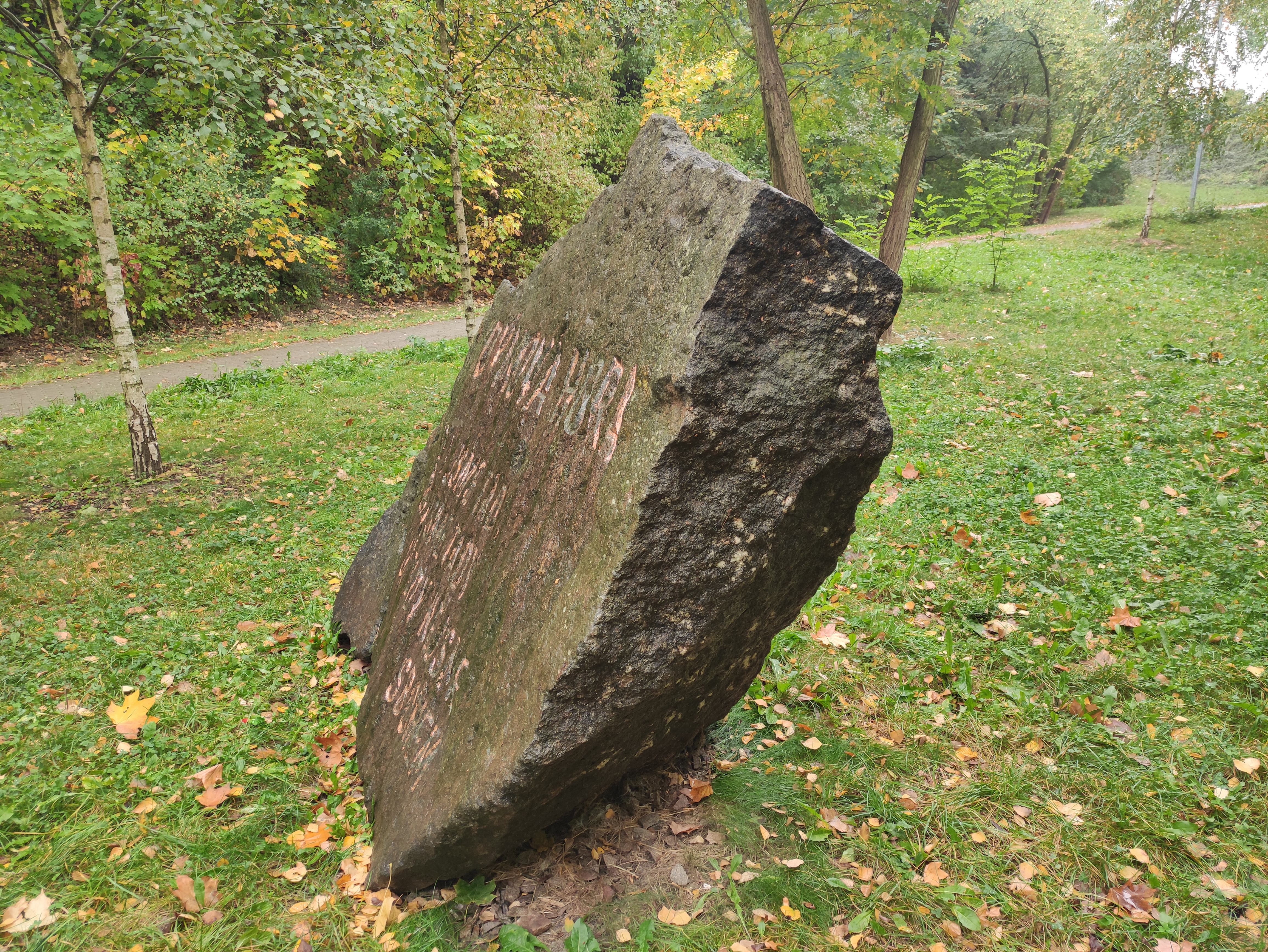
Kámen s nápisem